# Wadim Szypaczow
Wadim Aleksandrowicz Szypaczow (ros. Вадим Александрович Шипачёв; ur. 12 marca 1987 w Czerepowcu) – rosyjski hokeista, reprezentant Rosji, dwukrotny olimpijczyk.

## Kariera
- Siewierstal Czerepowiec (2003-2013)
  -  HK Biełgorod (2007)
- SKA Sankt Petersburg (2013-2017)
- Vegas Golden Knights (2017)
- SKA Sankt Petersburg (2017-2018)
- Dinamo Moskwa (2018-2022)
- Ak Bars Kazań (2022-2024)
- Dynama Mińsk (2024-)

Wychowanek i do 2013 zawodnik Siewierstali Czerepowiec. Od maja 2013 był graczem SKA Sankt Petersburg (wraz z nim do tego klubu trafił wówczas inny czołowy zawodnik z Czerepowca, Jewgienij Kietow). Obaj podpisali czteroletnie kontrakty ze SKA. Od maja 2017 zawodnik amerykańskiego klubu Vegas Golden Knights, beniaminka w lidze NHL. Na początku sezonu NHL (2017/2018) rozegrał w barwach drużyny trzy mecze, w których zdobył jednego gola. Pod koniec października 2017 został zawieszony przez klub za odmowę gry w zespole farmerskim, Chicago Wolves. Na początku listopada 2017 zrezygnował z przynależności do klubu Vegas Golden Knights, a jego kontrakt został rozwiązany. Tuż po tym ponownie został zawodnikiem SKA. W połowie maja 2018 został zawodnikiem Dinama Moskwa. W kwietniu 2021 przedłużył kontrakt o trzy lata. W maju 2022 został zawodnikiem Ak Barsa Kazań. W czerwcu 2024 przeszedł do Dynama Mińsk.
W barwach Rosji uczestniczył w turniejach mistrzostw świata edycji 2014, 2015, 2016, 2017, Pucharu Świata 2016. W ramach ekipy olimpijskich sportowców z Rosji brał udział w turnieju zimowych igrzysk olimpijskich 2018. W barwach reprezentacji Rosyjskiego Komitetu Olimpijskiego uczestniczył w turnieju zimowych igrzysk olimpijskich 2022. Został wybrany chorążym ekipy RKO na Zimowe Igrzyska Olimpijskie 2022.

## Sukcesy
Reprezentacyjne
- Złoty medal mistrzostw świata: 2014
- Srebrny medal mistrzostw świata: 2015
- Brązowy medal mistrzostw świata: 2016, 2017
- Złoty medal zimowych igrzysk olimpijskich: 2018
- Srebrny medal zimowych igrzysk olimpijskich: 2022

Klubowe
- Puchar Gagarina – mistrzostwo KHL: 2015, 2017 ze SKA
- Złoty medal mistrzostw Rosji: 2015, 2017 ze SKA
- Brązowy medal mistrzostw Rosji: 2020 z Dinamem Moskwa

Indywidualne
- KHL (2011/2012):
  - Mecz Gwiazd KHL
  - Trzecie miejsce w klasyfikacji asystentów w sezonie zasadniczym: 37
  - Czwarte miejsce w klasyfikacji kanadyjskiej w sezonie zasadniczym: 59 punktów
  - Najlepszy napastnik miesiąca – wrzesień 2011, listopad 2011
- KHL (2014/2015):
  - Trzecie miejsce w klasyfikacji asystentów w sezonie zasadniczym: 42 asysty
  - Drugie miejsce w klasyfikacji strzelców w fazie play-off: 15 asyst
  - Drugie miejsce w punktacji kanadyjskiej w fazie play-off: 21 punktów
  - Trzecie miejsce w klasyfikacji +/− w fazie play-off: +11
- KHL (2015/2016):
  - Najlepszy napastnik miesiąca – styczeń 2016[12]
  - Najlepszy napastnik – półfinały konferencji[13]
  - Pierwsze miejsce w klasyfikacji asystentów w sezonie zasadniczym: 43 asysty
  - Czwarte miejsce w punktacji kanadyjskiej w sezonie zasadniczym: 60 punktów
  - Trzecie miejsce w klasyfikacji strzelców w fazie play-off: 7 goli
  - Trzecie miejsce w punktacji kanadyjskiej w fazie play-off: 16 punktów
- Mistrzostwa Świata w Hokeju na Lodzie 2016/Elita:
  - Czwarte miejsce w klasyfikacji strzelców turnieju: 6 goli[14]
  - Pierwsze miejsce w klasyfikacji asystentów turnieju: 12 asyst[15]
  - Pierwsze miejsce w klasyfikacji kanadyjskiej turnieju: 18 punktów[16]
  - Piąte miejsce w klasyfikacji +/− turnieju: +10[17]
  - Jeden z trzech najlepszych zawodników reprezentacji w turnieju[18]
  - Skład gwiazd turnieju[19]
- KHL (2016/2017)[20][21]:
  - Piąte miejsce w klasyfikacji strzelców w sezonie zasadniczym: 26 goli
  - Drugie miejsce w klasyfikacji asystentów w sezonie zasadniczym: 50 asyst
  - Trzecie miejsce w klasyfikacji kanadyjskiej w sezonie zasadniczym: 76 punktów
  - Trzecie miejsce w klasyfikacji +/− w sezonie zasadniczym: +33
  - Trzecie miejsce w klasyfikacji strzelców w fazie play-off: 9 goli
  - Czwarte miejsce w klasyfikacji asystentów w fazie play-off: 15 asyst
  - Nagroda Najlepsza Trójka dla tercetu najskuteczniejszych strzelców ligi (oraz Jewgienij Dadonow i Nikita Gusiew i Wadim Szypaczow)
  - Złoty Kask (przyznawany sześciu zawodnikom wybranym do składu gwiazd sezonu)
- Mistrzostwa Świata w Hokeju na Lodzie 2017/Elita:
  - Drugie miejsce w klasyfikacji asystentów turnieju: 11 asyst[22]
  - Szóste miejsce w klasyfikacji kanadyjskiej turnieju: 13 punktów[23]
- KHL (2017/2018):
  - Skład gwiazd miesiąca – listopad 2017[24]
- KHL (2018/2019):
  - Najlepszy napastnik miesiąca – grudzień 2018[25]
  - Drugie miejsce w klasyfikacji asystentów w sezonie zasadniczym: 48 asyst
  - Trzecie miejsce w punktacji kanadyjskiej w sezonie zasadniczym: 68 punkty
- KHL (2019/2020):
  - Najlepszy napastnik miesiąca – październik 2019[26]
  - Pierwsze miejsce w klasyfikacji asystentów w sezonie zasadniczym: 48 asyst
  - Pierwsze miejsce w punktacji kanadyjskiej w sezonie zasadniczym: 65 punktów
  - Czwarte miejsce w klasyfikacji +/− w sezonie zasadniczym: +34
  - Trzecie miejsce w klasyfikacji średniego czasu gry w meczu wśród napastników w sezonie zasadniczym: 20,29 min.
  - Nagroda Najlepsza Trójka dla tercetu najskuteczniejszych strzelców ligi (oraz André Petersson i Dmitrij Jaškin): łącznie 34 gole[27][28]
- KHL (2020/2021):
  - Czternaste miejsce w klasyfikacji strzelców w sezonie zasadniczym: 20 goli
    - Piąte miejsce w klasyfikacji strzelców zwycięskich goli meczowych w sezonie zasadniczym: 6 goli

  - Pierwsze miejsce w klasyfikacji asystentów w sezonie zasadniczym: 47 asyst
  - Pierwsze miejsce w punktacji kanadyjskiej w sezonie zasadniczym: 66 punktów[29][30]
  - Trzecie miejsce w klasyfikacji +/− w sezonie zasadniczym: +28
  - Złoty Kij – Najbardziej Wartościowy Gracz (MVP) sezonu regularnego[31][32]
  - Złoty Kask (przyznawany sześciu zawodnikom wybranym do składu gwiazd sezonu)
- KHL (2021/2022):
  - Najlepszy napastnik miesiąca – wrzesień 2021[33]
  - Trzecie miejsce w klasyfikacji strzelców w sezonie zasadniczym: 24 gole
  - Pierwsze miejsce w klasyfikacji asystentów w sezonie zasadniczym: 43 asysty
  - Pierwsze miejsce w punktacji kanadyjskiej w sezonie zasadniczym: 67 punktów
  - Złoty Kij – Najbardziej Wartościowy Gracz (MVP) sezonu regularnego[34][35]
  - Złoty Kask (przyznawany sześciu zawodnikom wybranym do składu gwiazd sezonu)
- KHL (2022/2023):
  - Najlepszy napastnik miesiąca – grudzień 2022[36]
  - Drugie miejsce w klasyfikacji strzelców zwycięskich goli meczowych w fazie play-off: 3 gole
- KHL (2024/2025):
  - Czwarte miejsce w klasyfikacji asystentów w sezonie zasadniczym: 42 asysty

Wyróżnienie
- Zasłużony Mistrz Sportu Rosji w hokeju na lodzie (2014)

Odznaczenia
- Order Honoru (2014)[37]
- Order Przyjaźni (27 lutego 2018)[38]